# Opéra anglais
L'opéra anglais est la pratique du genre lyrique de l'opéra en Angleterre et son origine remonte à la tradition des masques — divertissements scéniques et musicaux de cour apparus au xvie siècle — et du théâtre élisabéthain.

## Historique

### Origine: le masque
Le masque baroque apparu au xvie siècle pendant la période dite du théâtre élisabéthain constitue une origine au théâtre lyrique anglais. Le masque, version anglaise du ballet de cour français, prend ses racines dans les aristocratiques de l'époque et en particulier celle de Jacques Ier. Peu à peu, au début du siècle, le masque va délaisser la danse, élément clé du spectacle, pour donner une place de plus en plus importante à la mise en scène ainsi qu'aux décors et costumes, témoin du rôle grandissant du livret dans ces ouvrages. La musique va prendre de l'ampleur au sein de la pièce en faisant intervenir de grands compositeurs de l'époque. Par ailleurs, en introduction de ces spectacles et pour casser la monotonie s'installant, se développe l'antimasque, farce grotesque mélangeant musique vocale et instrumentale. Au tournant des années 1630 et 1640, le masque est parfois rejeté en arrière-plan voire détourné au profit de la combinaison musique et chant, allant parfois jusqu'à proposer des spectacles entièrement chanté : cela préfigure en partie l'apparition d'un opéra anglais. Certaines pièces, notamment de William Shakespeare, sont augmentées de musique pour y ajouter des danses et du chant. Cependant, la popularité du genre du masque, qui reste en place en Angleterre jusqu'au milieu du xviiie siècle, retarde la venue du genre de l'opéra dans le pays. De plus, la révolution du milieu du xviie siècle engendre une débâcle dans les milieux artistiques, allant jusqu'à faire interdire le théâtre, et faire fuir les compositeurs vers d'autres pays d'Europe. La vie théâtrale et lyrique reprend avec l'accession au trône de Charles II lors de son retour de son exil en France, où il est témoin des spectacles lyriques que fait monter Louis XIV. Le roi anglais ordonne la reprise des représentations des masques, effectue un rapprochement avec l'opéra, tout en gardant ses distances avec celui-ci, ce qui engendrera une forme hybride spécifiquement anglaise : le semi-opéra.

### Genèse
À partir des années 1650, l'écriture des ouvrages musico-lyriques est de plus en plus influencée par les opera italiennes qui commencent à se donner partout dans le reste de l'Europe. Le tandem musique et chant étant de plus en plus prégnant dans le langage musical, allant parfois jusqu'à inclure des récitatifs typiquement italiens au sein de composition ainsi que l'alternance air-récitatif. Après un léger regain d'influence de la pièce en musique après les années 1660, un style toujours plus proche de l'opéra va finalement s'imposer auprès du public, le dramatic opera, tels que le Macbeth de 1672 de Matthew Locke, dont le style dramatique de la musique et l'aspect spectaculaire de la mise en scène séduit les spectateurs.

### Premiers opéras

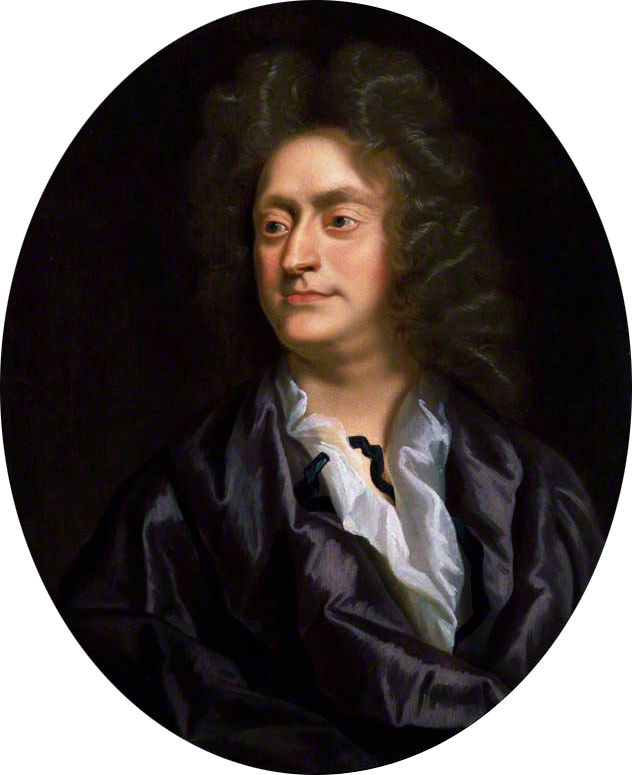
Henry Purcell (1659-1695)

Le premier opéra considéré comme tel et conservé est Venus and Adonis de John Blow composé en 1683, qui est entièrement chanté avec une ouverture. Cependant, le premier grand compositeur du genre est Henry Purcell, compositeur de la cour, avec notamment l'écriture de son premier opéra encouragé par celui de John Blow, Didon et Énée, un opéra baroque « de chambre » créé en 1689. Cet opéra fait connaître au public le récitatif, forme musicale majeure de l'opéra, qui ignorait encore ce genre, habitué aux masques qui ne proposait que chant et danse. Henry Purcell compose, durant sa vie — il meurt en 1695 —, notamment six ou sept semi-opéras, à la portée plus faible qu'un opéra complet de grand envergure, mais qui ouvrent la voie à un opéra anglais : King Arthur en 1691, The Fairy Queen en 1692 et The Indian Queen en 1695.

### Siècles suivants
Seulement, à l'exception de ce compositeur, qui n'a pas de disciples ni d'héritiers musicaux, il n'existe pas d'école nationale d'opéra anglais au sens propre avec des caractéristiques particulières comme pour l'Italie, la France, l'Allemagne et la Russie. En effet, la langue chantée pour les représentations d'opéras à Covent Garden aux XVIIIe et XIXe siècles est l'italien, y compris pour les opéras dans d'autres langues : les ouvrages français sont ainsi donnés en italien à Londres. Georg Friedrich Haendel est un compositeur Allemand qui compose des opéras dans la manière italienne, loin des ouvrages de Henry Purcell. Un masque tardif est composé par Johann Christoph Pepusch, un Autrichien à Londres, en 1715 : Vénus et Adonis. 
Il faut attendre le XXe siècle et Benjamin Britten pour que le Royaume-Uni ait un compositeur britannique avec des caractéristiques propres et qui ne soit plus une simple adaptation du canevas italien comme la pratiquaient ses prédécesseurs Georg Friedrich Haendel ou Thomas Augustine Arne.